# Manuel Vieira da Silva
Manuel Vieira da Silva (Angra do Heroísmo, 22 de Julho de 1868 - ?) foi um jornalista português e funcionário da Secretaria da Junta Geral do Distrito de Angra do Heroísmo. Começou a sua carreira de jornalista no semanário "O Indústria", colaborando depois em outros Jornais dos Açores.
Foi um dos redactores do jornal "Terceira".